# Nyiha
Le nyiha est une langue bantoue parlée par les Nyiha (en) au Malawi et en Tanzanie.

## Écriture
| a | b | ch | d | e | f | h | i | j | k | l | m | mb | mf | mp | mv | n | nch | nd | ng | ngʼ | nj | nk | ns | nt | ny | nz | o | p | s | sh | t | u | v | vh | w | y | z |

Les voyelles longues sont notés en doublant la lettre : ‹ aa, ee, ii, oo, uu ›.